# Eurytoma brevivena
Eurytoma brevivena is een vliesvleugelig insect uit de familie Eurytomidae. De wetenschappelijke naam is voor het eerst geldig gepubliceerd in 1958 door Bugbee.